# Mossebo socken
Mossebo socken i Västergötland ingick i Kinds härad, ingår sedan 1971 i Tranemo kommun och motsvarar från 2016 Mossebo distrikt.
Socknens areal är 89,33 kvadratkilometer varav 86,43 land. År 2000 fanns här 400 invånare.  En del av tätorten Grimsås samt Mossebo kyrkby med sockenkyrkan Mossebo kyrka ligger i socknen. 

## Administrativ historik
Socknen har medeltida ursprung. 
Vid kommunreformen 1862 övergick socknens ansvar för de kyrkliga frågorna till Mossebo församling och för de borgerliga frågorna bildades Mossebo landskommun. Landskommunen uppgick 1952 i Tranemo landskommun där en del 1953 utbröts och överfördes till Dalstorps landskommun. Tranemo landskommun ombildades 1971 till Tranemo kommun vari även Dalstorps landskommun uppgick 1974. Församlingen uppgick 2014 i Tranemo församling.
1 januari 2016 inrättades distriktet Mossebo, med samma omfattning som församlingen hade 1999/2000.  
Socknen har tillhört län, fögderier, tingslag och domsagor enligt vad som beskrivs i artikeln Kinds härad. De indelta soldaterna tillhörde Älvsborgs regemente, Norra och Södra Kinds kompani.

## Geografi
Mossebo socken ligger nordväst om Gislaved kring Marjebosjön. Socknen är en kuperad mossrik skogsbygd.
Området genomkorsas av riksväg 27 (sträckan Tranemo - Gislaved). 
Största sjö helt inom socknen är Marjebosjön (209 m ö.h.), belägen strax öster om kyrkbyn. Mitt i sjön ligger ön Ebbetånge. I socknens södra del ligger den större sjön Store-Malen (190 m ö.h.). Den är dock delad mellan Mossebo, Sjötofta och Båraryds socknar. Ön Alanäs ö samt byn Alanäs på sjöns norra strand ligger i Mossebo socken. Socknens sydligaste punkt ligger i vattnet strax söder om Alanäs ö och utgörs av ett "tresockenmöte" Mossebo - Sjötofta - Båraryd.
Socknens nordligaste punkt ligger i Piggestensmossen, belägen mellan Tranemo och Grimsås och norr om järnvägen (Kust till Kust-banan). Här ligger "tresockenmötet" Mossebo - Tranemo - Nittorp.
I nordväst gränsar församlingen mot Tranemo socken. I norr ligger Nittorps socken, i öster Norra Hestra socken, i sydost Båraryds socken, i söder Sjötofta socken och i sydväst ligger Ambjörnarps socken.
1931 hade socknen 712 invånare och hade 439 hektar åker och cirka 4 990 hektar skogsmark.

## Fornlämningar
Från bronsåldern finns gravrösen. Från järnåldern finns gravar, stensättningar och domarringar.

## Namnet
Namnet skrevs 1476 Mosebode och kommer från kyrkbyn. Efterleden är plural av bod. Förleden är mosse som eventuellt är en förkortning av den intilliggande sjön Marjebodssjön.